# Coppa del Mondo di sci di fondo 1997
La Coppa del Mondo di sci di fondo 1997 fu la sedicesima edizione della manifestazione organizzata dalla Federazione Internazionale Sci; ebbe inizio a Kiruna, in Svezia, e si concluse a Oslo, in Norvegia. Per la prima volta vennero stilate classifiche di specialità: una relativa alle gare di lunga distanza e una relativa alle gare di sprint. Nel corso della stagione si tennero a Trondheim i Campionati mondiali di sci nordico 1997, validi ai fini della Coppa del Mondo, il cui calendario non contemplò dunque interruzioni.
La stagione maschile ebbe inizio il 23 novembre 1996 e si concluse il 15 marzo 1997. Furono disputate 15 gare individuali (7 a tecnica classica, 5 a tecnica libera, 2 a inseguimento, 1 sprint) e 6 a squadre (5 staffette, 1 sprint a squadre), in 11 diverse località. Il norvegese Bjørn Dæhlie si aggiudicò sia la coppa di cristallo, il trofeo assegnato al vincitore della classifica generale, sia la Coppa di sprint; il finlandese Mika Myllylä vinse la Coppa di lunga distanza. Dæhlie era il detentore uscente della Coppa generale.
La stagione femminile ebbe inizio il 23 novembre 1996 e si concluse il 16 marzo 1997. Furono disputate 15 gare individuali (6 a tecnica classica, 6 a tecnica libera, 2 a inseguimento, 1 sprint) e 7 a squadre (6 staffette, 1 sprint a squadre), in 14 diverse località. La russa Elena Välbe si aggiudicò sia la coppa di cristallo, sia la Coppa di lunga distanza; l'italiana Stefania Belmondo vinse la Coppa di sprint. Manuela Di Centa era la detentrice uscente della Coppa generale.

## Uomini

### Risultati
| Data                                    | Località   | Nazione   | Spec.     | Primo                                                               | Secondo                                                                    | Terzo                                                                      |
| --------------------------------------- | ---------- | --------- | --------- | ------------------------------------------------------------------- | -------------------------------------------------------------------------- | -------------------------------------------------------------------------- |
| 23 novembre 1996                        | Kiruna     | Svezia    | 10 km TL  | Bjørn Dæhlie                                                        | Jari Isometsä                                                              | Kristen Skjeldal                                                           |
| 24 novembre 1996                        | Kiruna     | Svezia    | 4x10 km   | dati non disponibili                                                | dati non disponibili                                                       | dati non disponibili                                                       |
| 7 dicembre 1996                         | Davos      | Svizzera  | 10 km TC  | Mika Myllylä                                                        | Erling Jevne                                                               | Fulvio Valbusa                                                             |
| 8 dicembre 1996                         | Davos      | Svizzera  | 4x10 km   | Finlandia I Jari Isometsä Sami Repo Harri Kirvesniemi Mika Myllylä  | Svezia Mathias Fredriksson Anders Bergström Niklas Jonsson Henrik Forsberg | Norvegia II Kristen Skjeldal Vegard Ulvang Anders Eide Sture Sivertsen     |
| 14 dicembre 1996                        | Brusson    | Italia    | 15 km TL  | Bjørn Dæhlie                                                        | Fulvio Valbusa                                                             | Kristen Skjeldal                                                           |
| 15 dicembre 1996                        | Brusson    | Italia    | 4x10 km   | Norvegia Egil Kristiansen Anders Eide Kristen Skjeldal Bjørn Dæhlie | Italia I Maurizio Pozzi Fulvio Valbusa Gaudenzio Godioz Silvio Fauner      | Svezia Mathias Fredriksson Anders Bergström Niklas Jonsson Torgny Mogren   |
| 18 dicembre 1996                        | Oberstdorf | Germania  | 30 km TC  | Bjørn Dæhlie                                                        | Erling Jevne                                                               | Sture Sivertsen                                                            |
| 4 gennaio 1997                          | Kavgolovo  | Russia    | 30 km TL  | Mika Myllylä                                                        | Fulvio Valbusa                                                             | Maurizio Pozzi                                                             |
| 11 gennaio 1997                         | Hakuba     | Giappone  | 10 km TC  | Silvio Fauner                                                       | Erling Jevne                                                               | Jari Isometsä                                                              |
| 12 gennaio 1997                         | Hakuba     | Giappone  | 25 km PU  | Silvio Fauner                                                       | Giorgio Di Centa                                                           | Jari Isometsä                                                              |
| 18 gennaio 1997                         | Lahti      | Finlandia | 30 km TC  | Vladimir Smirnov                                                    | Mika Myllylä                                                               | Henrik Forsberg                                                            |
| 19 gennaio 1997                         | Lahti      | Finlandia | TS TL     | dati non disponibili                                                | dati non disponibili                                                       | dati non disponibili                                                       |
| Campionati mondiali di sci nordico 1997 |            |           |           |                                                                     |                                                                            |                                                                            |
| 21 febbraio 1997                        | Trondheim  | Norvegia  | 30 km TL  | Aleksej Prokurorov                                                  | Bjørn Dæhlie                                                               | Thomas Alsgaard                                                            |
| 24 febbraio 1997                        | Trondheim  | Norvegia  | 10 km TC  | Bjørn Dæhlie                                                        | Aleksej Prokurorov                                                         | Mika Myllylä                                                               |
| 25 febbraio 1997                        | Trondheim  | Norvegia  | 25 km PU  | Bjørn Dæhlie                                                        | Mika Myllylä                                                               | Aleksej Prokurorov                                                         |
| 28 febbraio 1997                        | Trondheim  | Norvegia  | 4x10 km   | Norvegia Sture Sivertsen Erling Jevne Bjørn Dæhlie Thomas Alsgaard  | Finlandia Harri Kirvesniemi Mika Myllylä Jari Räsänen Jari Isometsä        | Italia Giorgio Di Centa Silvio Fauner Pietro Piller Cottrer Fulvio Valbusa |
| 2 marzo 1997                            | Trondheim  | Norvegia  | 50 km TC  | Mika Myllylä                                                        | Erling Jevne                                                               | Bjørn Dæhlie                                                               |
| 8 marzo 1997                            | Falun      | Svezia    | 15 km TC  | Bjørn Dæhlie                                                        | Sture Sivertsen                                                            | Erling Jevne                                                               |
| 9 marzo 1997                            | Falun      | Svezia    | 4x5 km    | dati non disponibili                                                | dati non disponibili                                                       | dati non disponibili                                                       |
| 11 marzo 1997                           | Sunne      | Svezia    | Sprint TL | Bjørn Dæhlie                                                        | Tore Bjonviken                                                             | Mathias Fredriksson                                                        |
| 15 marzo 1997                           | Oslo       | Norvegia  | 50 km TL  | Pietro Piller Cottrer                                               | Tor-Arne Hetland                                                           | Bjørn Dæhlie                                                               |

Legenda:

TC = tecnica classica

TL = tecnica libera

PU = inseguimento

SP = sprint

TS = sprint a squadre

### Classifiche

#### Generale
| Pos. | Nome               | Nazione    | Punti |
| ---- | ------------------ | ---------- | ----- |
| 1    | Bjørn Dæhlie       | Norvegia   | 845   |
| 2    | Mika Myllylä       | Finlandia  | 580   |
| 3    | Fulvio Valbusa     | Italia     | 523   |
| 4    | Erling Jevne       | Norvegia   | 488   |
| 5    | Silvio Fauner      | Italia     | 447   |
| 6    | Jari Isometsä      | Finlandia  | 363   |
| 7    | Kristen Skjeldal   | Norvegia   | 351   |
| 8    | Sture Sivertsen    | Norvegia   | 345   |
| 9    | Vladimir Smirnov   | Kazakistan | 309   |
| 10   | Aleksej Prokurorov | Russia     | 290   |

#### Lunga distanza
| Pos. | Nome                  | Nazione    | Punti |
| ---- | --------------------- | ---------- | ----- |
| 1    | Mika Myllylä          | Finlandia  | 235   |
| 2    | Bjørn Dæhlie          | Norvegia   | 210   |
| 3    | Vladimir Smirnov      | Kazakistan | 193   |
| 4    | Pietro Piller Cottrer | Italia     | 124   |
| 5    | Erling Jevne          | Norvegia   | 116   |

#### Sprint
| Pos. | Nome             | Nazione  | Punti |
| ---- | ---------------- | -------- | ----- |
| 1    | Bjørn Dæhlie     | Norvegia | 448   |
| 2    | Fulvio Valbusa   | Italia   | 335   |
| 3    | Silvio Fauner    | Italia   | 320   |
| 4    | Erling Jevne     | Norvegia | 256   |
| 5    | Kristen Skjeldal | Norvegia | 241   |

## Donne

### Risultati
| Data                                    | Località   | Nazione   | Spec.     | Prima                                                                 | Seconda                                                                       | Terza                                                                         |
| --------------------------------------- | ---------- | --------- | --------- | --------------------------------------------------------------------- | ----------------------------------------------------------------------------- | ----------------------------------------------------------------------------- |
| 23 novembre 1996                        | Kiruna     | Svezia    | 5 km TL   | Elena Välbe                                                           | Stefania Belmondo                                                             | Nina Gavryljuk                                                                |
| 24 novembre 1996                        | Kiruna     | Svezia    | 4x5 km    | dati non disponibili                                                  | dati non disponibili                                                          | dati non disponibili                                                          |
| 7 dicembre 1996                         | Davos      | Svizzera  | 10 km TC  | Stefania Belmondo                                                     | Elena Välbe                                                                   | Nina Gavryljuk                                                                |
| 8 dicembre 1996                         | Davos      | Svizzera  | 4x5 km    | Norvegia Bente Skari Anita Moen Marit Mikkelsplass Trude Dybendahl    | Russia I Nina Gavryljuk Larisa Lazutina Ljubov' Egorova Elena Välbe           | Russia II Natal'ja Baranova Svetlana Nagejkina Julija Čepalova Ol'ga Danilova |
| 14 dicembre 1996                        | Brusson    | Italia    | 15 km TL  | Stefania Belmondo                                                     | Elena Välbe                                                                   | Nina Gavryljuk                                                                |
| 15 dicembre 1996                        | Brusson    | Italia    | 4x5 km    | Russia I Nina Gavryljuk Ol'ga Danilova Ljubov' Egorova Elena Välbe    | Russia II Ol'ga Zav'jalova Svetlana Nagejkina Larisa Lazutina Julija Čepalova | Italia I Gabriella Paruzzi Sabina Valbusa Guidina Dal Sasso Stefania Belmondo |
| 18 dicembre 1996                        | Oberstdorf | Germania  | 10 km TC  | Trude Dybendahl                                                       | Bente Skari                                                                   | Anita Moen                                                                    |
| 4 gennaio 1997                          | Kavgolovo  | Russia    | 15 km TL  | Elena Välbe                                                           | Larisa Lazutina                                                               | Ljubov' Egorova                                                               |
| 11 gennaio 1997                         | Hakuba     | Giappone  | 5 km TC   | Stefania Belmondo                                                     | Kateřina Neumannová                                                           | Elena Välbe                                                                   |
| 12 gennaio 1997                         | Hakuba     | Giappone  | 15 km PU  | Stefania Belmondo                                                     | Kateřina Neumannová                                                           | Elena Välbe                                                                   |
| 18 gennaio 1997                         | Lahti      | Finlandia | 15 km TC  | Marit Mikkelsplass                                                    | Elena Välbe                                                                   | Stefania Belmondo                                                             |
| 19 gennaio 1997                         | Lahti      | Finlandia | TS TL     | dati non disponibili                                                  | dati non disponibili                                                          | dati non disponibili                                                          |
| Campionati mondiali di sci nordico 1997 |            |           |           |                                                                       |                                                                               |                                                                               |
| 21 febbraio 1997                        | Trondheim  | Norvegia  | 15 km TL  | Elena Välbe                                                           | Stefania Belmondo                                                             | Kateřina Neumannová                                                           |
| 23 febbraio 1997                        | Trondheim  | Norvegia  | 5 km TC   | Elena Välbe                                                           | Stefania Belmondo                                                             | Ol'ga Danilova                                                                |
| 24 febbraio 1997                        | Trondheim  | Norvegia  | 15 km PU  | Elena Välbe                                                           | Stefania Belmondo                                                             | Nina Gavryljuk                                                                |
| 28 febbraio 1997                        | Trondheim  | Norvegia  | 4x5 km    | Russia Ol'ga Danilova Larisa Lazutina Nina Gavryljuk Elena Välbe      | Norvegia Bente Skari Marit Mikkelsplass Elin Nilsen Trude Dybendahl           | Finlandia Riikka Sirviö Tuulikki Pyykkönen Kati Pulkkinen Satu Salonen        |
| 1º marzo 1997                           | Trondheim  | Norvegia  | 30 km TC  | Elena Välbe                                                           | Stefania Belmondo                                                             | Marit Mikkelsplass                                                            |
| 8 marzo 1997                            | Falun      | Svezia    | 5 km TL   | Elena Välbe                                                           | Stefania Belmondo                                                             | Kateřina Neumannová                                                           |
| 9 marzo 1997                            | Falun      | Svezia    | 4x5 km    | dati non disponibili                                                  | dati non disponibili                                                          | dati non disponibili                                                          |
| 11 marzo 1997                           | Sunne      | Svezia    | Sprint TL | Trude Dybendahl                                                       | Elena Välbe                                                                   | Bente Skari                                                                   |
| 15 marzo 1997                           | Oslo       | Norvegia  | 30 km TL  | Stefania Belmondo                                                     | Elena Välbe                                                                   | Elin Nilsen                                                                   |
| 16 marzo 1997                           | Oslo       | Norvegia  | 4x5 km    | Russia I Ol'ga Danilova Nina Gavryljuk Svetlana Nagejkina Elena Välbe | Norvegia I Anita Moen Elin Nilsen Marit Mikkelsplass Trude Dybendahl          | Italia I Gabriella Paruzzi Lara Peyrot Sabina Valbusa Stefania Belmondo       |

Legenda:

TC = tecnica classica

TL = tecnica libera

PU = inseguimento

SP = sprint

TS = sprint a squadre

### Classifiche

#### Generale
| Pos. | Nome                | Nazione   | Punti |
| ---- | ------------------- | --------- | ----- |
| 1    | Elena Välbe         | Russia    | 940   |
| 2    | Stefania Belmondo   | Italia    | 909   |
| 3    | Kateřina Neumannová | Rep. Ceca | 525   |
| 4    | Nina Gavryljuk      | Russia    | 518   |
| 5    | Ol'ga Danilova      | Russia    | 414   |
| 6    | Bente Skari         | Norvegia  | 391   |
| 7    | Marit Mikkelsplass  | Norvegia  | 367   |
| 8    | Larisa Lazutina     | Russia    | 366   |
| 9    | Trude Dybendahl     | Norvegia  | 334   |
| 10   | Ljubov' Egorova     | Russia    | 271   |

#### Lunga distanza
| Pos. | Nome               | Nazione  | Punti |
| ---- | ------------------ | -------- | ----- |
| 1    | Elena Välbe        | Russia   | 340   |
| 2    | Stefania Belmondo  | Italia   | 280   |
| 3    | Nina Gavryljuk     | Russia   | 205   |
| 4    | Marit Mikkelsplass | Norvegia | 167   |
| 5    | Ol'ga Danilova     | Russia   | 162   |

#### Sprint
| Pos. | Nome                | Nazione   | Punti |
| ---- | ------------------- | --------- | ----- |
| 1    | Stefania Belmondo   | Italia    | 489   |
| 2    | Elena Välbe         | Russia    | 472   |
| 3    | Kateřina Neumannová | Rep. Ceca | 321   |
| 4    | Bente Skari         | Norvegia  | 232   |
| 5    | Trude Dybendahl     | Norvegia  | 225   |